# Starfox (Marvel Comics)
Starfox é um personagem do universo da Marvel Comics.
Criado por Jim Starlin, Eros representa o oposto de seu irmão, Thanos, venerador fanático da morte. Quando Thanos se rebelou contra seu pai, Mentor, e tomou o trono de Titã, Eros e Mentor foram mantidos prisioneiros pelo vilão. Mais tarde, libertados pelos Vingadores, os dois auxiliaram o supergrupo a vencer Thanos e salvar o universo da destruição total.

## História

### Há Muitos Anos
Eros é o filho mais novo de dois Eternals A'Lars e Sui-San. Originalmente chamado de Eron, foi rebatizado de Eros aos 5 anos de idade, devido ao seu grande interesse pelo sexo oposto. Eros cresceu para se tornar um amante da diversão e mulherengo despreocupado, em contraste com seu irmão Thanos, um maquinador misantrópico com fome de poder. Somente quando Thanos lançou seu primeiro grande ataque contra Titã, um ataque que deixou sua mãe Sui-San morta, Eros começou a levar a vida um pouco mais a sério. Em campanhas subsequentes contra Thanos, Eros lutou ao lado de um punhado de sobreviventes de Titã. Eros se juntou ao Capitão Kree Mar-Vell e aos Vingadores na primeira grande derrota de Thanos.
Não mais vinculado ao dever, Eros deixou Titã devastado pela guerra, em busca de prazer e recreação em mundos habitados por humanóides.
Ele teve muitos amantes, mas seu único relacionamento estável era com a prostituta Heater Delight. Eros mais tarde ajudou Heater a escapar de mais de um mestre possessivo, incluindo Dark Roger e Axel, o Rescorlan. Enquanto ela era propriedade de Pró-Boscis, o Procurador, Heater impediu Eros de salvá-la porque ela não queria que seu rosto fosse danificado; em vez disso, ela manipulou Pip, para salvá-la.

### Morte de Mar-Vell
Quando o capitão Mar-Vell, acometido de câncer, retirou-se para Titã para passar seus últimos dias de vida, Eros foi convocado por seu pai A'Lars e voltou a Titã para ajudar a consolar seu amigo. Pouco antes de morrer, Mar-Vell fez Eros prometer cuidar de seu companheiro titã, Elysius, depois que ele partisse. Eros honrou seu voto por várias semanas, até que Elysius, percebendo seu desejo de viajar, o libertou de sua promessa.

### Vingadores
Eros então consultou ISAAC, o computador mestre de Titã, para obter dados sobre os planetas mais adequados às suas necessidades e temperamento. O computador recomendou a Terra. Viajando para lá, Eros visitou as únicas pessoas que conhecia, os Vingadores, e pediu-lhes que o tornassem um membro. Os Vingadores o admitiram em seu programa de treinamento e deram-lhe o nome de Starfox, uma vez que sentiram que "Eros" era um codinome inapropriado. Starfox serviu aos Vingadores fielmente por vários meses, ajudando-os a derrotar ameaças como o Mago, Terminus e Maelstrom.

### Assunto de família
Finalmente, enquanto no Império Skrull resgatando seu colega Capitã Marvel (Monica Rambeau), Starfox descobriu que sua sequestradora, a pirata espacial Nebulosa, era supostamente a neta de Thanos e, portanto, sua sobrinha neta. Starfox renunciou a sua participação ativa nos Vingadores para perseguir Nebulosa, que os iludiu com a ajuda do quase onipotente Beyonder. Ele logo foi acompanhado por Firelord, o ex-Arauto de Galactus cujo mundo nativo Xandar havia sido destruído por Nebula, e os dois passaram muitos meses procurando por ela no universo.

### Reencontrando os Vingadores
Eros voltou a uma vida hedonista de aventura, preferindo vagar pelo espaço em busca de romance e aventura. Ele frequentemente retornava à Terra para ajudar os Vingadores, servindo durante a crise de Terminus, Operação Tempestade Galáctica e o caso Nemesis envolvendo as Gemas do Infinito e o chamado Ultraverso. Mais recentemente, ele ajudou Photon e outros Vingadores contra o Controlador

### Busca Celestial
Eventualmente, Eros voltou a Titã por um tempo e permaneceu lá até a jogada de Thanos para destruir o vindouro messias celestial. Eros liderou uma força composta por alguns dos mais poderosos Eternos Titanianos na batalha contra as forças de Thanos e engajou seu irmão em um combate pessoal. Eros, no entanto, provou não ser páreo para seu irmão e foi estourado até ficar inconsciente e então feito prisioneiro. Na conclusão do incidente, Eros foi libertado pelos Vingadores e retornou a Titã com os membros sobreviventes de sua força de ataque titânica.

### Thanatos (Uma Versão De Rick Jones)
Starfox mais tarde confrontou o viajante do tempo Thanatos, uma versão de Rick Jones de outra realidade com a intenção de reunir itens de poder. Thanatos atingiu Starfox no pescoço com a Lança do Destino, causando uma ferida que não pôde ser curada, então ameaçou matá-lo a menos que trouxesse Rick Jones (agora ligado a Genis-Vell) para ele. Starfox foi forçado a obedecer, mas Rick e Genis foram capazes de derrotar Thanatos no final, revertendo suas ações. Depois que o poder de consciência cósmica de Genis o deixou louco, Starfox se juntou a Elysius, Mentor e os outros Titãs para se opor a ele; eles foram finalmente capazes de ajudar Genis a recuperar sua sanidade.

### Alegações de assédio sexual
Starfox foi levado a julgamento por assédio sexual, acusado de usar seus poderes para seduzir uma mulher casada. Ele foi defendido pela advogada Jennifer Walters, a Mulher Hulk. O escritório de advocacia que a empregou, Goodman, Lieber, Kurtzberg e Holliway, foi contratado pela Mentor para defender seu filho das acusações. No decorrer do julgamento, a Sra. Walters chegou a suspeitar que Starfox havia usado seus poderes nela durante seu tempo nos Vingadores, resultando em uma breve interação sexual. A essa altura, Starfox foi banido do tribunal depois que foi determinado que ele estava usando suas habilidades especiais para influenciar as testemunhas. Quando Jennifer Walters confrontou Starfox com suas suspeitas por meio de um link de vídeo de circuito fechado, ele evitou suas perguntas e cortou o vídeo. Walters saiu do tribunal com raiva, transformou-se em Mulher Hulk e pegou Starfox enquanto ele tentava escapar da Terra. Ela deu uma surra selvagem na Starfox, sem lhe dar chance de defender suas ações, deixando-o inconsciente, e fechou a boca com fita adesiva para garantir que não pudesse usar suas habilidades para escapar da punição. No entanto, Mentor afetou a libertação de seu filho teletransportando Starfox para Titã.
Mentor eventualmente encenou um julgamento nativo de Titã na esperança de limpar o nome de seu filho. O Living Tribunal , interessado na equidade do processo, convocou Mulher Hulk como promotora. Jennifer Walters, em uma tentativa de chegar ao fundo da questão, concordou em fazer uma sondagem mental tanto dela quanto da Starfox. Ela descobriu que Starfox não usou suas habilidades para influenciar sua decisão de fazer sexo com ele, mas que ele foi deliberadamente responsável por sua súbita paixão e casamento com John Jameson. Uma enraivecida She-Hulk mais uma vez atacou Starfox por brincar com sua vida, interrompendo o processo legal.
Thanos logo apareceu no julgamento e testemunhou que seu irmão Starfox inspirou sua obsessão pela Morte quando eles eram crianças, ao tentar fazer o jovem Thanos aceitar a morte de um animal que ele havia matado involuntariamente com sua enorme força. Pela lei de Titã, Eros assumiria total responsabilidade por todos os genocídios que Thanos havia cometido mais tarde. Mais tarde, foi revelado que esta era uma falsa memória que Thanos implantou na mente de Starfox, e compartilhada por um clone de Thanos que o real Thanos enviou. A implantação da memória de Thanos é o que fez com que Starfox se tornasse mentalmente desequilibrado por um breve momento, e usasse seu poder dessa maneira pela primeira vez. Starfox concordou em fazer com que Moondragon os desligasse completamente, em vez de arriscar machucar mais pessoas.

### Era de Ultron
Starfox foi visto mais tarde vivendo em Titan novamente, com suas habilidades restauradas. Ele foi mostrado flertando com várias mulheres, mas afirmou que não usará seus poderes para cortejá-las. Ultron logo atacou Titã e assimilou toda a população (incluindo Mentor) por meio de um vírus robótico, transformando a lua no planeta Ultron. Starfox fugiu para a Terra e se reuniu com a atual equipe de Vingadores (agora liderada pelo novo Capitão América ), e se uniu a eles para libertar seu mundo. Ele desempenhou um papel fundamental na vitória dos Vingadores, usando seus poderes no Ultron semi-orgânico para forçar o vilão a ter um colapso emocional.

### Morte
Starfox foi recrutado por seu sobrinho Thane junto com Nebulosa para ajudá-lo a matar Thanos, que estava morrendo lentamente de uma doença desconhecida. Depois de roubar um Ovo Fênix de Terrax, o Domador, para usar contra Thanos, Nebula matou Thane para impedi-lo de chocar o ovo, mas isso só fez com que o ovo eclodisse e a Força Fênix dentro dele se unisse a Thane. Thane, como hospedeiro da Fênix, aparentemente destruiu Thanos, mas na verdade o baniu para Titã.
No entanto, Thane ficou cada vez mais fora de controle enquanto a Morte manipulava Thane para causar morte e destruição em todo o universo. Thane e Nebula ficaram tão preocupados com o comportamento de Thane que eles e o Campeão do Universo foram até Titã e pediram a ajuda de Thanos para salvar o universo de Thane. Thanos concordou que os direcionou para a Pedreira Divina, um lugar nos confins do universo onde Thanos acreditava que encontraria o poder de que precisava para derrotar seu filho.
Depois de deixar Champion e Nebula para trás no navio de Nebula, Thanos e Eros entraram no buraco negro que levava à pedreira de Deus e encontraram o Coven, um trio de bruxas que se alimentavam das almas dos deuses caídos na pedreira. O Coven explicou que, para Thanos reivindicar o poder dentro da Pedreira Deus, ele precisava passar por um julgamento primeiro. Se ele não passasse no teste, ele ficaria para sempre preso na pedreira de Deus. Thanos não se intimidou e foi para a Pedreira Divina, levando à sua absorção na Pedreira Divina. Thanos finalmente passou no teste e ganhou o necessário. Depois de explodir Eros com um ataque de energia, ele foi atrás de Thane, encontrando-o atacando o Campeão e a Nebulosa em um mundo desconhecido nas proximidades. Thane e Thanos lutaram e acabaram voltando para a pedreira de Deus. Depois que o Coven despojou Thane da Força Fênix, Thanos o jogou na Pedreira Divina, onde ele permaneceria preso por toda a eternidade. Depois de rejeitar a Morte quando ela tentou levá-lo de volta, Thanos deixou a Pedreira Divina, deixando Eros, Nebulosa e o Campeão para trás.

### Final da Saga Manopla do Infinito
Depois que Thanos foi morto por Gamora em Chitauri Prime, Starfox procurou o corpo de Thanos e encontrou um dispositivo contendo seu testamento. Durante uma reunião a bordo da nave de Thanos, o Santuário, que contou com a presença dos principais jogadores do universo, Starfox mostrou aos participantes a vontade de Thanos, com Thanos revelando que ele eventualmente seria ressuscitado assumindo o corpo de uma pessoa não revelada. Enquanto os participantes discutiam o que fazer para evitar a ressurreição de Thanos, a Ordem Negra apareceu de repente com uma horda de Forasteiros. Eles entraram no navio e levaram o corpo de Thanos. Para lidar com os participantes, eles lançaram um dispositivo que gerou um rasgo no espaço que sugou os participantes da reunião.
Starfox foi capaz de escapar do rasgo no espaço junto com a Guarda Imperial Shi'ar e Wraith, embora o lado direito do rosto de Starfox estivesse gravemente marcado. Junto com Nebula, o Cavaleiro , o Gladiador e o Espectro, Starfox formou os Guardiões das Trevas com o objetivo de impedir a ressurreição de Thanos. Starfox e os Guardiões acreditavam que o hospedeiro mais provável de Thanos era Gamora, sua filha adotiva, e planejavam matá-la para evitar que Thanos ressuscitasse. Para encontrar Thanos, eles visaram o ex-namorado de Gamora, Nova. 
Os Guardiões das Trevas encontraram Nova e lutaram contra ele com Starfox simplesmente dirigindo suas ações remotamente. Nova foi capaz de escapar, mas os Guardiões das Trevas sabiam que Nova tentaria encontrar Gamora para avisá-la sobre eles.  Depois de encontrar Gamora seguindo Nova e lutando contra os Guardiões da Galáxia, os Guardiões das Trevas a capturaram e a trouxeram para Starfox. Depois que Gamora disse à Starfox, ele ordenou que Gladiator a matasse. No entanto, a execução de Gamora foi interrompida pela deusa da morte Asgardiana Hela e pela Ordem Negraque subjugou os Guardiões das Trevas em pouco tempo. Hela então revelou que Thanos não voltaria em Gamora, mas em Starfox. Momentos depois, a consciência de Thanos assumiu o corpo da Starfox e foi com Hela e a Ordem Negra para saber onde seu corpo estava sendo mantido. Thanos lamentou que Starfox não sobreviveria à transferência antes de começar a transferir sua consciência para seu corpo.
Os Guardiões e os Guardiões das Trevas restantes invadiram Knowhere usando a habilidade de teletransporte de Lockjaw. Para impedir a ressurreição de Thanos, Gamora sentiu que não tinha escolha a não ser matar Starfox usando uma espada. Gamora pediu desculpas a seu tio adotivo que falou brevemente antes de morrer. No entanto, a morte de Starfox só fez com que Thanos ressuscitasse com a mente quebrada. Thanos, Hela e Knowhere foram posteriormente sugados por um buraco negro gerado por Hela enquanto os Guardiões e os Guardiões das Trevas fugiam com sucesso usando Lockjaw.

## Poderes e Habilidades

### Poderes
- Fisiologia Eterna Metade do Poder Cósmico: Starfox possui vários atributos sobre-humanos derivados de sua fisiologia Eterna. Todos os Eternos têm a habilidade de manipular energias cósmicas para vários propósitos. Esta energia está alojada dentro das células de seus corpos e pode ser usada para aumentar propositalmente suas habilidades físicas, mentais e de manipulação de energia. Embora todos os Eternos tenham pelo menos algum grau dessas habilidades, leva séculos de treinamento intensivo e disciplinado para manipular essas energias em seu potencial máximo.

Starfox é filho de A'Lars, um eterno da Terra com energia cósmica e Sui-San, um eterno Titã. Isso faz com que Starfox seja um híbrido entre o eterno da terra e o eterno do titã, dando-lhe um poder cósmico em uma medida superior à média dos eternos eternos comuns.
Eternos Titanianos Metade Cósmicos Powered têm o potencial de manipular energias cósmicas de várias maneiras, mas Starfox nunca assumiu a disciplina de aprender como controlá-la, embora pareça que ela aprendeu a dominá-la bem, mesmo sem treinamento. Portanto, Starfox não tem controle avançado sobre essa energia, mas poderia obtê-lo com treinamento. 
- Learned Intellect Starfox tem inteligência acima da média e recebeu treinamento acadêmico. Starfox tem se mostrado um prodígio, está acima da média das eternas em vários aspectos sem ter feito nenhum treinamento. Isso é visto com a habilidade do Starfox de realizar atividades comuns de um eterno, e mesmo algumas não tão comuns, (estimular centros de prazer, manipular grávitons para vários feitos como uma espécie de psicocinesia. E voar a uma velocidade maior do que o resto do eterno, etc.) sem ter treinado, sendo ainda melhor que a média em vários, quando a maioria dos eternos deve treinar por séculos para alcançá-los. Também foi revelado que Starfox, até certo ponto, é um sociopata.
- Força sobre-humana: Todo Eterno tem a capacidade de força física sobre-humana. A força física de Starfox é aproximadamente média para um Eterno e pode levantar mais de 15 toneladas. Por meio do treinamento adequado, Starfox pode atingir níveis ridiculamente mais altos de força e também pode concentrar psionicamente sua energia cósmica para aumentar temporariamente sua força. Ele provou ser forte o suficiente para parar Nebula sem problemas.
- Velocidade sobre-humana: Como todos os Eternais, Starfox é capaz de correr e se mover a velocidades que estão além dos limites físicos naturais do melhor atleta humano. Tal como acontece com sua força, sua velocidade é aproximadamente média para um membro adulto de sua raça.
- Vigor sobre-Humano: A musculatura aumentada de Starfox é consideravelmente mais eficiente do que a de um ser humano, ou da maioria dos outros membros de sua raça. Seus músculos produzem consideravelmente menos toxinas de fadiga durante a atividade física do que os dos humanos e da maioria dos Eternos. Em seu pico, ele pode se esforçar fisicamente por cerca de 24 horas antes que o acúmulo de toxinas da fadiga em seu sangue comece a prejudicá-lo.
- Durabilidade sobre-humana: Como todos os Eternais, Starfox tem resistência e durabilidade superiores até mesmo para a média dos Eternais. O corpo de Starfox é mais resistente e mais resistente a certas formas de ferimentos do que o de um ser humano comum. Os tecidos de seu corpo são reforçados o suficiente para resistir ao impacto e às fortes forças do trauma. Ele pode resistir a impactos, como cair de vários andares ou ser espancado repetidamente com força sobre-humana, o que danificaria gravemente ou mataria um ser humano comum com pouco ou nenhum dano a si mesmo. Ele conseguiu resistir a um golpe do Hulk que o mandou 3 ruas para trás, um pouco dolorido, além de vários golpes de Thanos, caindo apenas por causa da dor. Ele pode ser ferido por armas, como balas ou facas, feitas de materiais convencionais, recebendo menos danos do que um ser humano receberia. Starfox foi capaz de sobreviver a ataques poderosos de energia cósmica por um Thanos aprimorado pela pedreira dos deuses. Sua resistência geral a ferimentos é igual ou ligeiramente maior do que a média do Eterno, mas com o respectivo treinamento Starfox ele se tornaria completamente indestrutível devido ao seu controle psiônico.
- Reflexos e sentidos sobre-humanos: Como todo Eterno, a energia cósmica alojada nas células do corpo da Starfox melhorou todos os seus reflexos e sentidos, tornando-os incrivelmente superiores aos dos atletas mais bem treinados.
- Psiônica: como todos os Eternos, Starfox tem pelo menos algum grau de capacidade psiônica como resultado da energia cósmica alojada nas células de seu corpo. Starfox pode usar energia cósmica para reforçar essas capacidades psiônicas naturais em todo o seu potencial, temporariamente ou permanentemente aumentando todas as suas capacidades. Para obter o máximo controle sobre a energia apaixonada, são necessários séculos de treinamento intensivo. Com treinamento suficiente, Starfox se tornaria completamente indestrutível e atingiria o controle sobre cada molécula de seu corpo.

Starfox em suas últimas aparições parece ter melhorado, pois provou realizar feitos incríveis.
- Teletransporte: Starfox como todo o eterno tem a habilidade de se teletransportar, embora ele não tenha aprendido a usar esta habilidade e não possa usá-la, mas com treinamento ele poderia desenvolvê-la. Sua habilidade está latente e ele pode usá-la com um artefato.
- Energia Cósmica: Como todo Eterno, Starfox tem a capacidade de manipular e controlar a energia cósmica de seu corpo para realizar diferentes façanhas. Starfox demonstrou recentemente um melhor domínio da habilidade de manipular e projetar energia cósmica, foi visto que ela pode ser combinada com sua energia psiônica para produzir tiros de energia que também possuíam suas capacidades de Estimulação do Prazer. Ultimamente, tem havido mais explorações da Starfox com sua energia cósmica, já que todas as Starfox eternas podem projetar sua energia cósmica de muitas maneiras, como a maioria das eternas, também podem projetá-la em qualquer tipo de espectro eletromagnético. Starfox também foi visto projetando sua energia na forma de eletricidade, poderosa o suficiente para danificar e paralisar Terrax com outras pessoas. Com o treinamento certo, Starfox poderia alcançar um melhor domínio de sua energia cósmica.
- Imortalidade: Starfox, como todos os Eternos, é essencialmente imortal. A energia cósmica alojada em seu corpo foi desenvolvida com o objetivo de interromper seu processo natural de envelhecimento. Embora com mais de 1.000 anos, ele ainda é fisicamente jovem para os padrões eternos. Starfox também é imune aos efeitos de todas as doenças terrestres conhecidas, infecções, venenos e drogas. Com o treinamento certo, Starfox poderia controlar psiquicamente todas as moléculas de seu corpo e se tornar virtualmente indestrutível e imortal, desde que não as separasse no nível molecular.
- Fator Cósmico Regenerativo Acelerado: Starfox tem uma capacidade de regeneração aumentada por sua energia cósmica, que é superior à média das eternas. Se Starfox está ferido, sua fisiologia permite que ele se recupere muito mais rápido e extensivamente do que um ser humano médio ou eterno é capaz de fazer. Lesões como lacerações, ferimentos à bala ou queimaduras podem ser completamente reparadas em minutos ou segundos. Foi até visto que ele foi capaz de sobreviver aos ataques de energia de Thanos com seus poderes aumentados. Esta habilidade aumentaria dramaticamente se Starfox treinasse corretamente. Em seu pico, a capacidade de regeneração do Starfox seria suficiente para permitir que ele regenerasse virtualmente qualquer tecido corporal danificado ou destruído, extremidade ou órgão em uma fração de segundo, já que teria controle psiônico constante sobre cada molécula de seu corpo, mesmo durante o sono.
- Controle de Gravitacional: Starfox pode manipular gravidade psionicamente perto dele para alterar a gravidade, o que lhe permite mover ou empurrar objetos e pessoas de forma semelhante à telecinesia, ele também pode usar essa habilidade para voar. Starfox parece dominar a habilidade de manipular gravidade melhor do que a maioria dos seres eternos.
- Voo: Starfox pode levitar e voar psionicamente manipulando grávitons ao seu redor e se propulsar no ar em alta velocidade. Foi visto que pode atingir velocidades de aproximadamente 800 milhas por hora, o que é uma das taxas mais rápidas para sua espécie. Starfox parece ir rápido o suficiente para superar a velocidade orbital dos planetas e ir para o espaço em um curto espaço de tempo, o que demonstra sua grande velocidade. Também foi visto voando com Firelord no espaço, o que poderia indicar que atinge velocidades próximas à da luz em atmosferas sem atmosfera, como foi visto que acontece com outros eternos.
- Transmutação da matéria: Como a maioria dos Eternos, Starfox tem a habilidade de transmutar materiais, manipulando psionicamente seus átomos. Sua capacidade de manipular a matéria parece ser a média de um eterno.
- Estimulação do prazer:Starfox possui a habilidade psiônica de estimular os centros de prazer do cérebro de pessoas a até 25 pés de distância dele. Este poder, que emana dele o tempo todo, faz com que outros seres se sintam bem ao seu redor. Ao se concentrar, ele pode magnificar essas emanações, provocando sensações tão extremas de prazer que a pessoa fica muito excitada, eufórica ou totalmente sedada, conforme o caso. Ao usá-lo em plena magnitude, ele foi capaz de fazer com que um agente Hidra capturado ficasse completamente apaixonado por ele por meses, senão anos, apesar de ter uma esposa. Além disso, ele demonstrou habilidades empáticas e a capacidade de gerar um vínculo mental entre duas pessoas. Recentemente, foi visto que Starfox pode combinar sua capacidade de estimular centros de prazer com seu controle de energia cósmica, recarregando-a com um estranho, provavelmente psiônico.
- Controle emocional: em casos raros, Starfox pode unir as mentes de duas pessoas, fazendo com que uma delas sinta as emoções e os sentimentos da outra. Foi visto que Starfox também pode fazer as pessoas se apaixonarem, por ele ou por outras pessoas.

### Habilidades
Habilidades de combate: Starfox possui algum conhecimento básico de combate corpo a corpo e algum grau de domínio sobre 500 idiomas alienígenas diferentes. Conhecimento científico: Starfox é um eterno titã, nascido em uma sociedade extremamente avançada em comparação com a humana, por isso possui uma grande variedade de conhecimentos na ciência em geral. Isso inclui engenharia e ciência da computação, ele foi visto consertando espaçonaves e usando computadores extremamente avançados sem dificuldade. 

### Fraquezas
Starfox prefere buscar prazeres ociosos em vez de dedicar seu tempo a aumentar seus poderes ao máximo. Suas capacidades psiônicas e de manipulação de energia são atualmente uma mera fração do que poderiam ser após séculos de dedicação ao treinamento necessário. Isso, juntamente com sua falta geral de experiência e habilidades de combate corpo a corpo, muitas vezes o deixou à mercê de inimigos mais habilidosos ou mais poderosos, sem ser capaz de oferecer muita resistência. Ele também pode atrair a ira daqueles que estão cientes de que ele está usando seus poderes neles, e a raiva daqueles que descobrem que ele fez isso com eles anteriormente. Ele recebeu um chute violento na virilha de Mulher Hulk quando ela descobriu que ele havia usado seus poderes para seduzi-la.

## Em outras mídias

### Universo Cinematográfico Marvel
Starfox aparece em uma cena pós créditos do filme Eternos, interpretado por Harry Styles.